# Vexillum virginale
Vexillum virginale is een slakkensoort uit de familie van de Costellariidae. De wetenschappelijke naam van de soort is voor het eerst geldig gepubliceerd in 1842 door Lesson.